# Ida Adamoff
Ida Adamoff (Mosca, 25 giugno 1910 – Parigi, 5 giugno 1993) è stata una tennista francese.

## Biografia
Nel 1932 vinse in singolare agli Internazionali d'Italia battendo in finale Lucia Valerio per 6-4, 7-5, l'anno successivo giunse in finale nella stessa competizione venendo battuta da Elizabeth Ryan per 6-1, 6-1.
Giunse in finale agli Open di Francia in doppio nel 1935 dove, in coppia con Hilde Krahwinkel, venne battuta dalla coppia formata da Margaret Scriven e Kay Stammers con il punteggio di 6-4, 6-0.

## Vita privata
Fu moglie del politico antifascista Claude Bourdet. La coppia ebbe tre figli.